# Hubert Blanc-Francard
Pour les articles homonymes, voir Blanc-Francard.
Hubert Blanc-Francard, dit Boombass, est un musicien et producteur, né le 1er août 1968 à Paris.

## Biographie
Boombass est le fils de l'ingénieur du son et producteur parisien Dominique Blanc-Francard. Son frère cadet Mathieu s'est rendu célèbre sous le pseudonyme de Sinclair.
Il rencontre Philippe Zdar en 1988 et fonde avec lui le groupe La Funk Mob. Ils signent un premier EP à succès sur le label londonien Mo'Wax.
Parallèlement à ces activités de création, Boombass travaille comme directeur artistique pour plusieurs maisons de disque parisiennes.
L'aventure continue ensuite sous le nom de Cassius, groupe dont l'activité aux sorties régulière prendra fin en 2019, à la mort de Philippe Zdar. Boombass poursuivra ensuite ses activités sous son propre nom, avec la sortie remarquée en 2020 de l'EP Le Virage.

### Vie privée
Il a été en couple avec la danseuse et chorégraphe Gladys Gambie avec laquelle il a eu une fille, l'actrice Laïka Blanc-Francard.

## Distinctions
- Chevalier de l'ordre des Arts et des Lettres (2025)